# 皇家維琴察VS
皇家維琴察VS（義大利語：Real Vicenza V.S.），一般稱為皇家維琴察，意大利職業足球會，成立於2010年，位於維琴察。球會於2010年由 Leodari Sole、Cavazzale及Real Vicenza-Laghetto三次球會合併成立。

## 外部連結
- Official Website Lega Pro
- Datasport: results, rankings and news about the Lega Pro